# Flunarizină
Flunarizinaeste un medicament din clasa blocantelor canalelor de calciu, fiind utilizat în tratamentul tratamentul mai multor afecțiuni, precum: migrenele, boala arterială periferică ocluzivă, vertigo (vertijul) de cauză centrală și periferică, precum și ca tratament adjuvant al epilepsiei. Calea de administrare disponibilă este cea orală. A fost descoperit la Janssen Pharmaceutica în 1968.